# Kōki Machida
Kōki Machida (jap. 町田浩樹 Machida Kōki; ur. 25 sierpnia 1997 w Ibarakim) – japoński piłkarz występujący na pozycji środkowego obrońcy w belgijskim klubie Royale Union Saint-Gilloise, do którego jest wypożyczony z Kashima Antlers, którego jest wychowankiem. Młodzieżowy reprezentant Japonii, olimpijczyk z Tokio.
Jest zawodnikiem lewonożnym, dobrze grającym głową i silnym fizycznie.